# USS Columbia (CL-56)
Pour les autres navires du même nom, voir USS Columbia.
L'USS Columbia (CL-56) est un croiseur léger de classe Cleveland entré en service dans l'United States Navy durant la Seconde Guerre mondiale.

## Caractéristiques
La classe Cleveland est la classe de croiseurs la plus nombreuse jamais construite : ce sont 29 navires (dont 2 substantiellement modifiés) sur les 52 initialement prévus qui entrent en service dans l'United States Navy, plus 9 autres convertis en porte-avions légers. Ils sont conçus pour respecter le second Traité naval de Londres signé en 1936. Le blindage est sensiblement le même que la classe précédente, la classe St. Louis. L'armement principal du Columbia est constitué de quatre tourelles triples de canons de 6 pouces de 47 calibres. Six tourelles doubles de canons de 5 pouces de 38 calibres à usage double sont installées en diamant afin de couvrir une large zone. Enfin, l'armement antiaérien est composé de quatre tourelles doubles de canons de 40 mm Bofors et de 13 canons de 20 mm Oerlikon.

## Histoire
La construction de l'USS Columbia, deuxième navire de la classe, commence le 19 août 1940. Il est lancé le 17 décembre 1941 et entre en service le 29 juin 1942. Il part de Norfolk le 9 novembre et arrive à Espiritu Santo le 10 décembre. Commencent alors des patrouilles à l'ouest de l'archipel, en soutien de la bataille de Guadalcanal qui fait rage. En janvier 1943, le croiseur participe ainsi à la courte bataille de l'île de Rennell, durant laquelle il abat trois avions japonais. Après un carénage à Sydney, le Columbia rejoint les forces de la bataille de Bougainville. Le 2 novembre il participe à la bataille de la baie de l'Impératrice Augusta durant laquelle les forces américaines coulent le croiseur Sendai et le destroyer Hatsukaze. En janvier 1944, il soutient le débarquement sur les îles Green, en mars le débarquement sur Emirau avant de retourner à San Francisco pour une refonte.
De retour dans les Îles Salomon le 24 août 1944, l'artillerie du Columbia soutient le débarquement sur Palaos et Peleliu en septembre. Le mois suivant, le croiseur participe activement à la bataille du golfe de Leyte, durant laquelle il aide à couler le cuirassé Yamashiro et donne le coup de grâce au destroyer Asagumo. En décembre, 4 marins meurent lors du dysfonctionnement d'un canon antiaérien pendant la bataille de Mindoro. Le 6 janvier 1945, le croiseur se prépare pour l'invasion du golfe de Lingayen. Durant les bombardements précédant l'invasion, des kamikazes japonais attaquent la flotte américaine. Deux avions touchent durement le Columbia, mettant hors-service ses tourelles arrière, tuant 13 marins et en blessant 44. Le 9 janvier, un autre avion s'écrase sur le croiseur, tuant 24 membres d'équipage et en blessant 97. Malgré ces dégâts importants, le navire continue ses bombardements, ce qui lui vaudra une Navy Unit Commendation. Après réparations puis un carénage aux États-Unis, le navire est de retour à Leyte le 16 juin 1945 ; il couvre les débarquements de la bataille de Bornéo puis patrouille en mer de Chine orientale avant que la guerre ne s'achève. En octobre 1945, il rentre aux États-Unis avant d'être mis en réserve le 1er juillet 1946 à Philadelphie, retiré du service le 30 novembre puis vendu pour démolition le 18 février 1959.

## Battle stars
L'USS Columbia a reçu dix battle stars pour son service lors de la Seconde Guerre mondiale.